# Stonka ziemniaczana
Stonka ziemniaczana (Leptinotarsa decemlineata) – chrząszcz z rodziny stonkowatych, kosmopolityczny gatunek zawleczony do Europy. Pospolity szkodnik upraw ziemniaków.

## Opis
Przedplecze ma barwę żółtą i charakterystyczny rysunek z czarnych plam. Pokrywy skrzydeł mają barwę kremową z 10 czarnymi paskami. Ciało tego owada jest owalne, o wypukłym wierzchu i płaskim spodzie. Czułki są średniej długości i masywne. Oczy o budowie złożonej znajdują się po bokach głowy.

## Pokarm
Żeruje na ziemniakach. Żywi się ich liśćmi, kwiatami i łodygami.

## Rozmnażanie
Kilka dni po opuszczeniu zimowisk, chrząszcze przystępują do rozrodu. Samica składa jaja w dużych grupach na spodzie liści ziemniaczanych, aby ochronić je przed słońcem i deszczem. Żerujące na liściach larwy pozbawiają całkowicie liści swego żywiciela. Dla tego gatunku zero fizjologiczne wynosi 11,5 °C, a suma temperatur efektywnych 390 °C.

## Występowanie
Ameryka Północna i Środkowa, Europa i Azja. Pochodzi z Kolorado (USA) i dlatego zwana była też żukiem z Kolorado, kolorado lub chrząszczem kolorado. Do Europy została zawleczona na przełomie XIX i XX wieku. Przyjmuje się, że owad przywędrował przypadkowo na pokładach statków przewożących żywność.

## Plaga stonki w PRL
Jeszcze według Wielkiej ilustrowanej encyklopedii powszechnej, wydanej w latach 1929-1938, stonka ziemniaczana występowała w Polsce „tylko sporadycznie”. Upowszechniła się i zaczęła stanowić poważny problem w latach 50. Według propagandowego komunikatu Ministerstwa Rolnictwa i Reform Rolnych zamieszczonego 1 czerwca 1950 roku w Trybunie Ludu chrząszcz ten miał zostać zrzucony w masowych ilościach przez amerykańskie samoloty do Bałtyku, skąd wypełzł na wybrzeże i rozplenił się po całym kraju, rozpoczynając wymierzone w socjalistyczną Polskę dywersyjno-sabotażowe działania, polegające na zachłannej konsumpcji upraw ziemniaczanych.

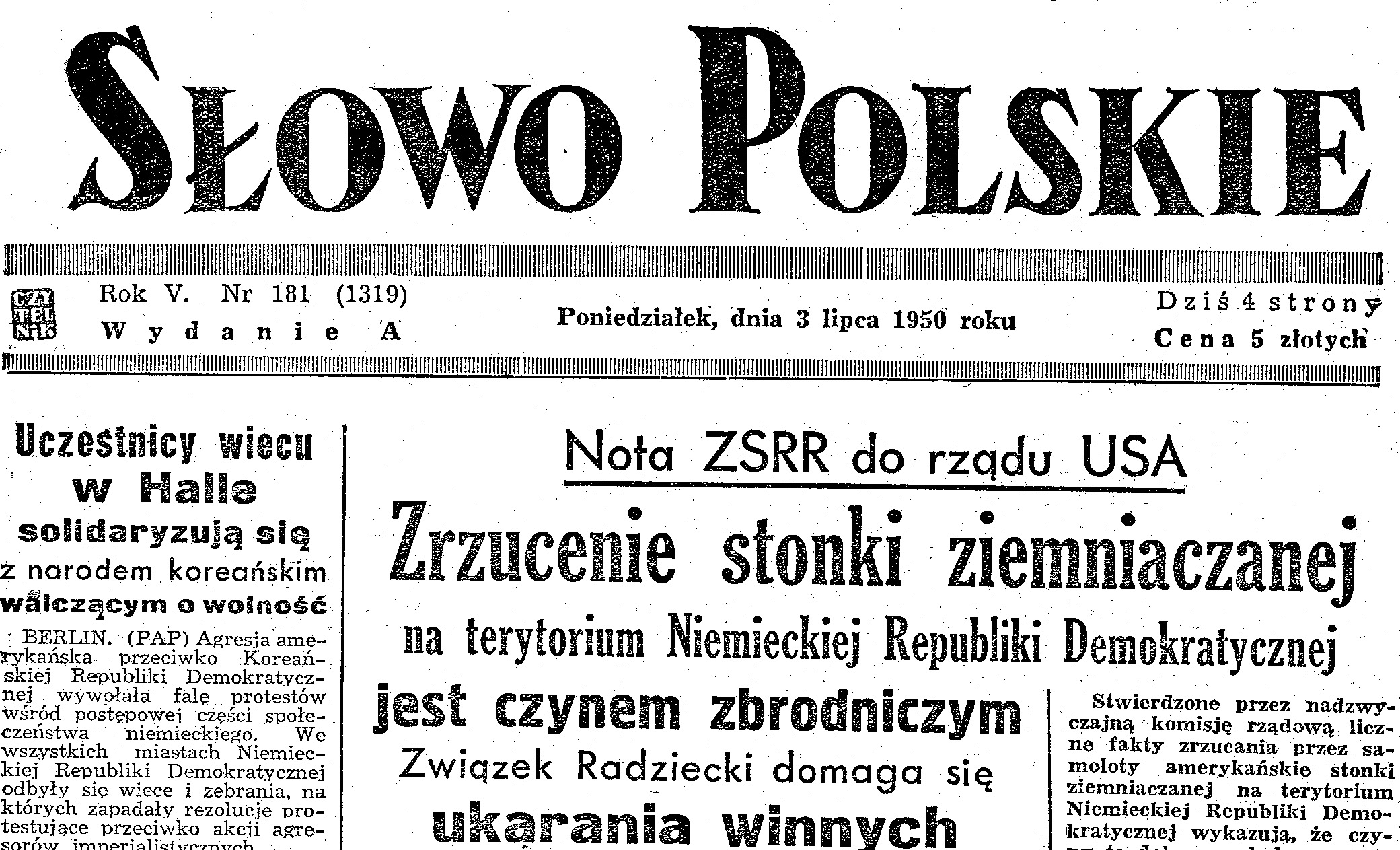
Tytuł we wrocławskim dzienniku "Słowo Polskie" z lipca 1950 r.

Problemem zainteresowały się władze PRL; zostały wydane: rozporządzenie Ministra Rolnictwa z 16 czerwca 1951 w sprawie zwalczania stonki ziemniaczanej oraz uchwała Prezydium Rządu z 28 kwietnia 1951 w sprawie ochrony kraju przed stonką ziemniaczaną w 1951. W sierpniu 1951 stonką zajęło się Ministerstwo Bezpieczeństwa Publicznego. W okresie lat 40. i 50., przed upowszechnieniem się chemicznych środków walki z owadami organizowano akcje zbierania chrząszczy i larw stonki. W następnych latach stosowano środki zawierające DDT.
Występowanie stonki wykorzystywano do propagandy politycznej, głównie „mobilizacji mas”. Przez pierwsze dziesięciolecia PRL-u, a szczególnie lata 50., stonka ziemniaczana traktowana była jako główny powód niedoborów na rynku żywności. Występujące wówczas letnie plagi stonki („pasiastego dywersanta”) tłumaczone były społeczeństwu jako dywersja wrogów socjalizmu („Trybuna Ludu” w maju 1950 r. zatytułowała tekst nt. stonki: „Niesłychana zbrodnia imperialistów amerykańskich”), a 18 stycznia 1953 roku rząd PRL podjął uchwałę w sprawie walki społeczeństwa ze stonką ziemniaczaną (ówcześnie nazywanej „żukiem kolorado”).

## Galeria

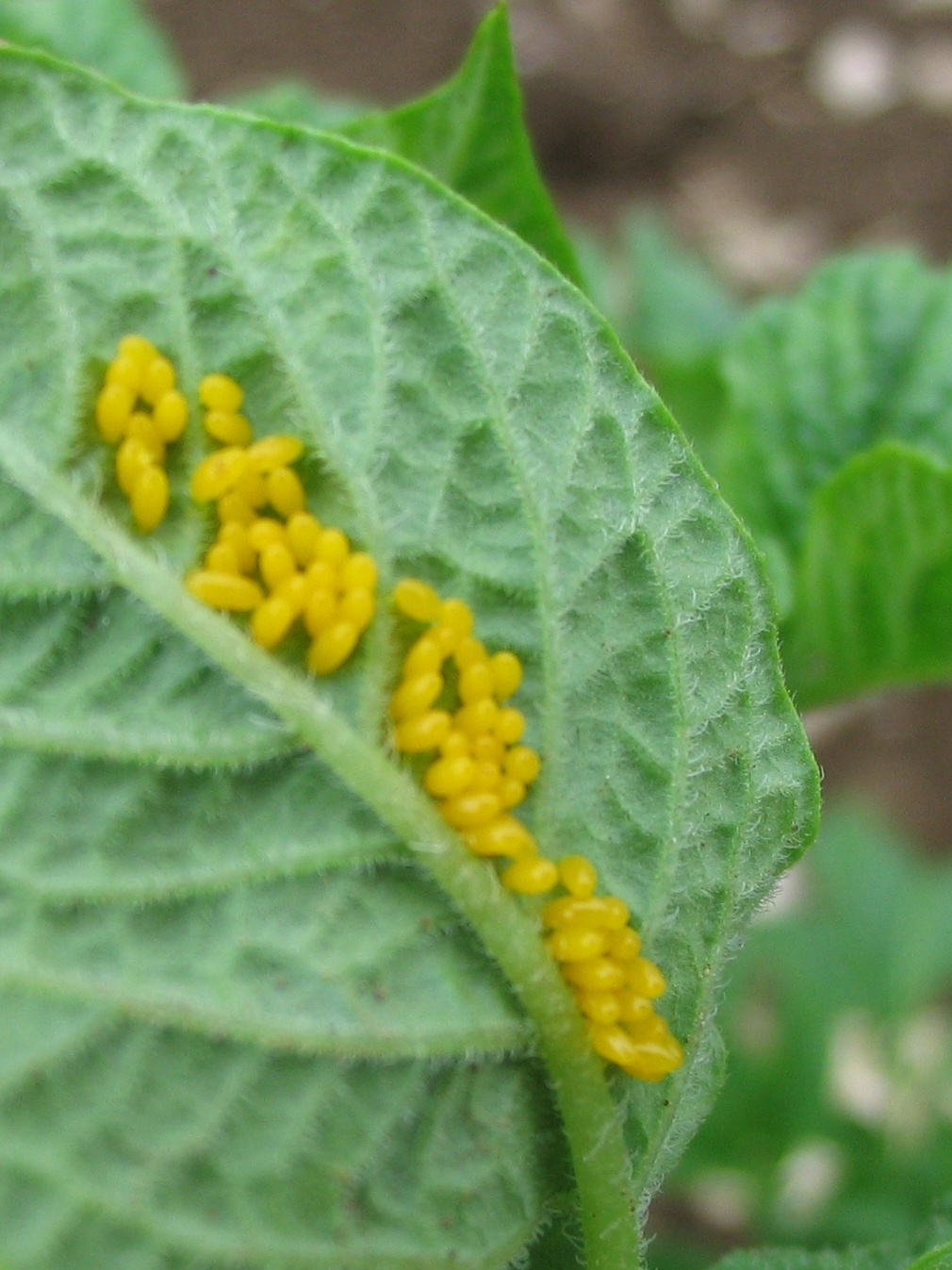
Jaja stonki ziemniaczanej na liściu ziemniaka
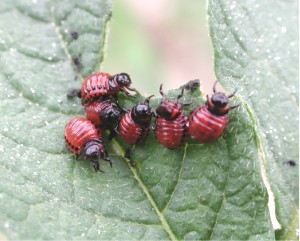
Żerujące larwy
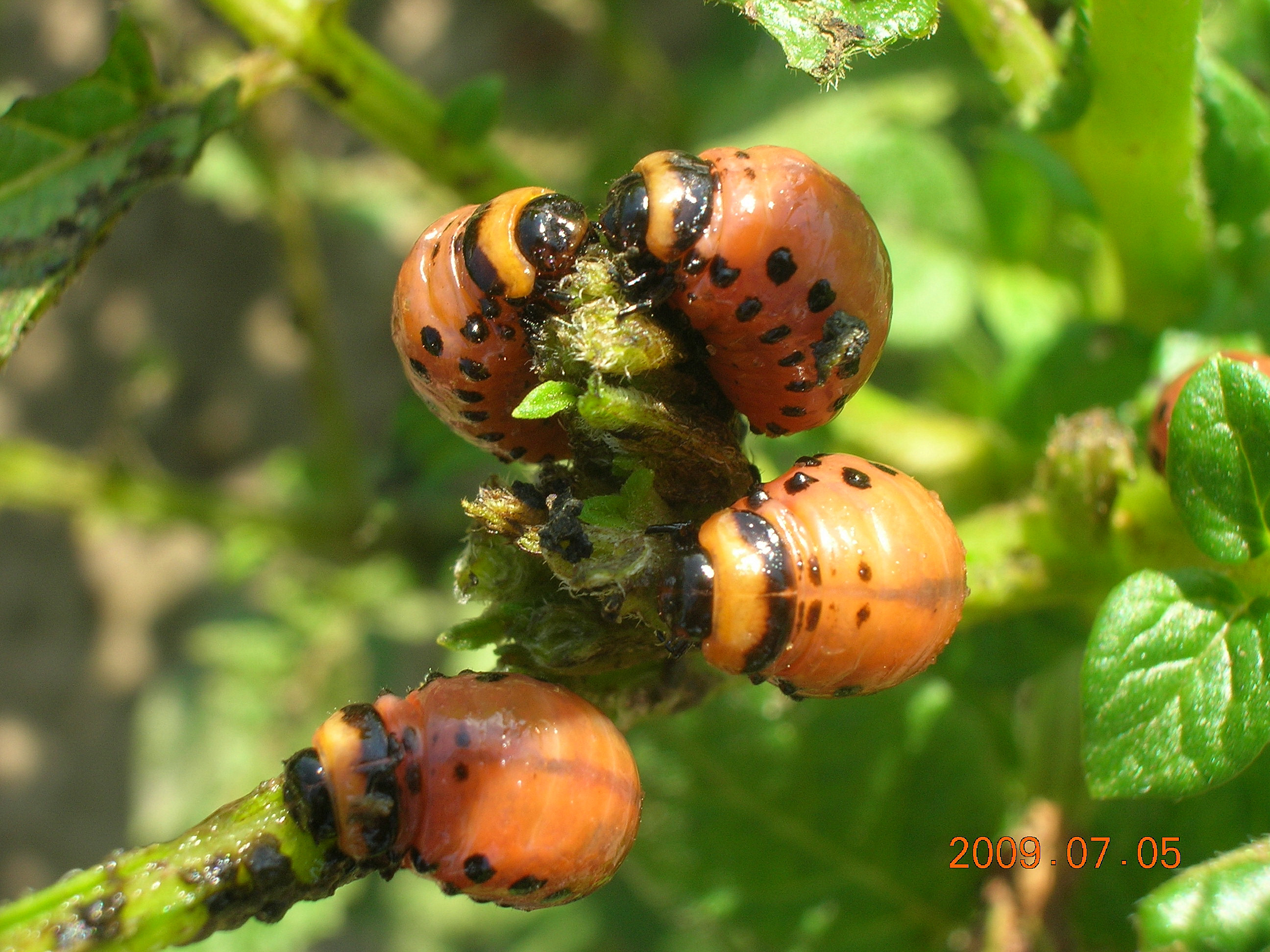
Stonka ziemniaczana - żerujące larwy, późne stadium.
- Holenderska kronika filmowa z 1947 o stonce
Ekspansja stonki w Europie w latach 1921-1964
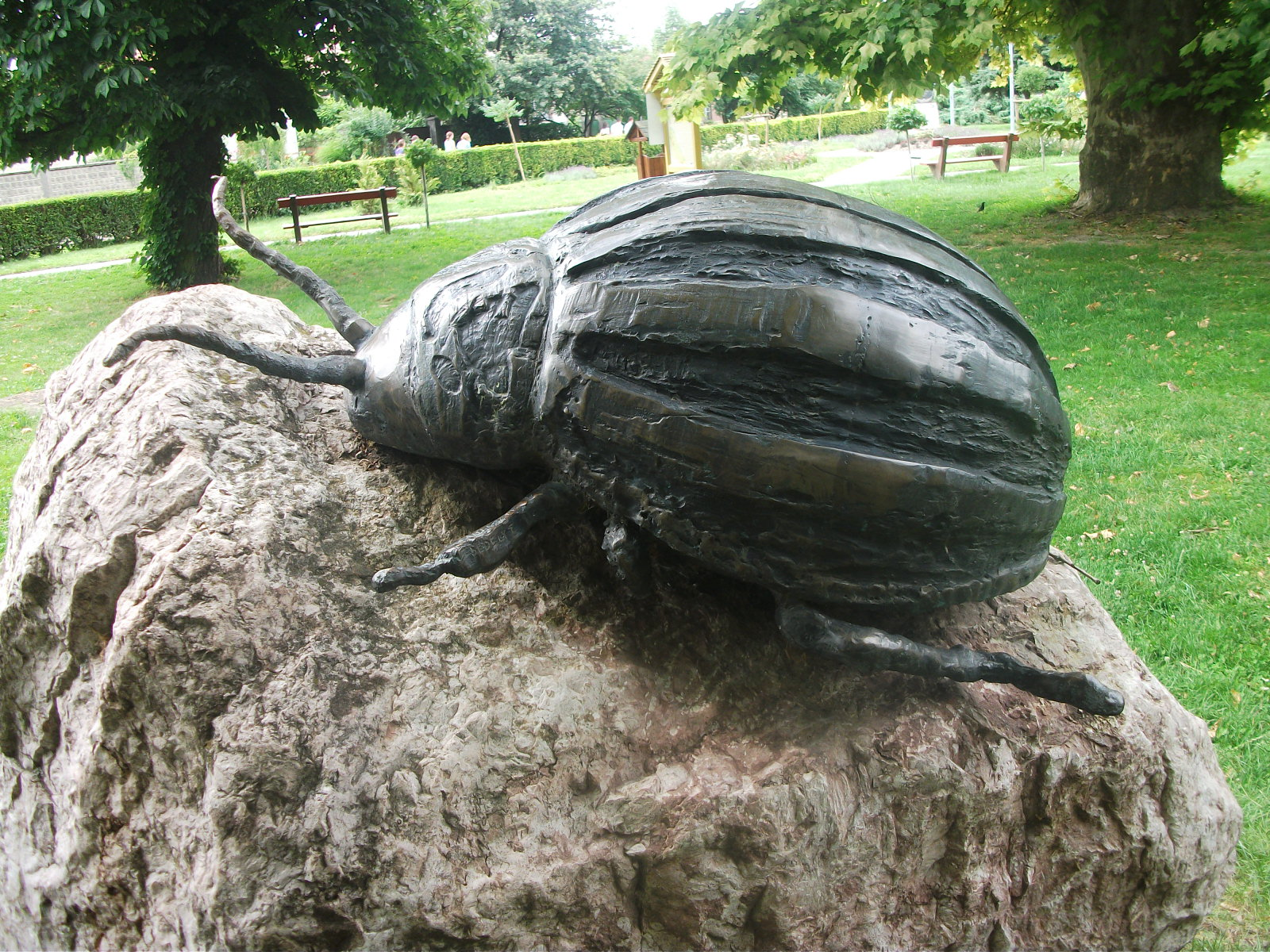
Pomnik stonki ziemniaczanej w Hédervár na Węgrzech